# Oliver Sutton
Oliver Sutton (auch Oliver Lexinton) (* um 1219; † 13. November 1299 in Nettleham) war ein englischer Geistlicher. Ab 1280 war er Bischof von Lincoln.

## Herkunft und Aufstieg zum Bischof
Oliver Sutton stammte aus einer Familie, die einen kleinen Grundbesitz besaß und sich nach Sutton-on-Trent in Nottinghamshire benannte. Er war vermutlich ein Sohn von Rowland Sutton und von dessen Frau Elizabeth of Lexinton. Sein Vater war ein rangniederer königlicher Beamter, der von 1229 bis 1230 auch als Richter diente. Seine Mutter eine Tochter des Adligen Richard of Lexinton. Oliver und sein Bruder Stephen wurden Geistliche. Er studierte beide Rechte und Theologie an der Universität von Oxford, wo er dann  Regens Master wurde und ein eigenes, Deep Hall genanntes Wohnhaus mietete. Vor 1244 wurde ihm als Subdiakon eine Pfründe in Shelford bei Cambridge übertragen, doch er arbeitete weiter als Lehrer in Oxford. Die vier Brüder seiner Mutter hatten als Richter und Geistliche Karriere gemacht. In seiner Jugend hatte sich Oliver manchmal ebenfalls Lexinton genannt. Er war vermutlich der  Oliver of Lexinton, der 1259 als Kanoniker aus Lincoln genannt wird. Sein Onkel Henry of Lexinton war von 1253 bis 1258 Bischof der Diözese Lincoln gewesen. Nach 1270 verließ Sutton die Universität und zog vermutlich nach Lincoln, wo er eine Pfründe an der Kathedrale erhielt. Spätestens 1275 wurde er zum Dekan der Kathedrale und nach dem Tod von Bischof Richard of Gravesend 1280 unangefochten zum Bischof der Diözese Lincoln gewählt. Am 19. Mai 1280 wurde er von Erzbischof Pecham von Canterbury zum Bischof geweiht.

## Tätigkeit als Bischof

### Politische Tätigkeit
Als Bischof nahm Sutton kein Amt im Haushalt des Königs an und verließ seine Diözese kaum, außer um an Ratsversammlungen oder Parlamenten teilzunehmen. Er verließ dabei nie England, aber er unterhielt ständig einen Vertreter an der Kurie in Rom. Bereits einen Monat nach seiner eigenen Weihe fand im Juni 1280 das größte Ereignis seiner Amtszeit statt, als die Gebeine des heiligen Hugo in einen neuen Schrein im Chorraum der Kathedrale überführt wurden. An dieser Zeremonie nahmen König Eduard I. und zahlreiche geistliche und weltliche Würdenträger teil. Im Dezember 1290 leitete Sutton das Begräbnis von Königin Eleonore in Westminster Abbey. 1290 wurde er von Papst Nikolaus IV. beauftragt, den Konflikt zwischen Edmund, 2. Earl of Cornwall und dessen Frau Margaret de Clare zu untersuchen. Der Earl hatte seine Frau ein Jahr zuvor verlassen, und schließlich wurde die Ehe 1293 annulliert. 1291 wurde Sutton beauftragt, den Zehnten von den Einkünften der Geistlichen einzutreiben, der dem englischen König zur Finanzierung eines Kreuzzugs bewilligt worden war. Der König nahm das Geld an, obwohl er nach der Eroberung von Akkon nicht mehr zu einem neuen Kreuzzug aufbrach. 1294 gehörte Sutton zu den Führern der Geistlichen, als diese die Forderung des Königs nach einer Besteuerung der Geistlichen zur Finanzierung des Krieges gegen Frankreich ablehnten. Alternativ verlangte der König die Hälfte der jährlichen Einkünfte aus den Temporalien der Diözesen, was die Bischöfe ebenfalls ablehnten. Sutton schlug als Kompromiss vor, dass die Bischöfe ein Fünftel der jährlichen Einkünfte aus den Temporalien und damit doppelt so viel wie üblich zahlten. Im Gegenzug sollte der König das 1279 erlassene Statut von Mortmain aufheben, doch der Kompromiss fand weder bei den Bischöfen noch beim König Zustimmung. Schließlich zwang der erzürnte König die Bischöfe, ihnen die Hälfte der Jahreseinkünfte aus ihren Temporalien zu überlassen. Als der König 1296 erneut eine Zahlung der Geistlichen forderte, unterstützte Sutton Erzbischof Winchelsey, der die Forderung zurückwies. Daraufhin beschlagnahmte der König 1297 die Temporalien der Diözese Lincoln. Der inzwischen alte und gebrechliche Sutton war in seiner Diözese aber hoch angesehen und hatte einflussreiche Freunde. Gegen Suttons Willen verhandelten sie mit dem Sheriff von Lincolnshire, der daraufhin von den Einkünften der Temporalien einen angemessenen Betrag für die Krone beschlagnahmte und den Rest Sutton erstattete.

### Verhältnis zur Universität von Oxford
Sutton verhielt sich gegenüber der Universität von Oxford weiter wohlwollend, auch als der Kanzler und der Regens Master der Universität versuchten, eine größere Unabhängigkeit von der Diözese Lincoln zu erlangen. Diese Bestrebungen führte zu Konflikten, da Sutton auf dem Recht der Bischöfe bestand, Visitationen der Universität durchzuführen, die Kanzler der Universität zu ernennen und als Appellationsinstanz für die Urteile der Kanzler zu dienen. Als er im Frühjahr 1281 versuchte, eine offizielle Visitation in Oxford durchzuführen, traf diese auf den entschlossenen Widerstand des Kanzlers Henry of Stanton und der Lehrer. Sutton konnte einige Missstände aufdecken, doch beklagte sich, dass er ungerecht und verächtlich behandelt worden sei. Es gelang ihm aber trotz mehrerer weiterer Versuche bis zu seinem Tod nicht, erfolgreich eine Visitation der Universität durchzuführen. Trotz dieses Konflikts blieb er der Universität weiterhin verbunden. Er lobte und bestätigte die Gründungsurkunde von Dervorguilla de Balliol für Balliol College. 1296 unterstützte er die Universität, als sie sich an Papst Bonifatius VIII. wandte, damit die Studienabschlüsse von Oxford auch in anderen Ländern anerkannt würden.

### Tätigkeit als Geistlicher
Als Bischof bedachte Sutton die Kathedrale von Lincoln mit beträchtlichen Schenkungen. Zu den Kanonikern der Kathedrale hatte er meistens ein sehr gutes Verhältnis. Er erhöhte ihre tägliche Zuwendung von acht auf zwölf Pence und unterstützte den Bau eines angemessenen Gemeinschaftshauses für die Chorleiter. Da der Bau bei seinem Tod noch nicht abgeschlossen war, beauftragte er seine Testamentsvollstrecker, den Bau der Küche und der Wohnhalle zu vollenden. Dazu sorgte er besonders für die Chorknaben. Sutton arbeitete gründlich und war fleißig. In seiner flächenmäßig großen Diözese unternahm er zahlreiche Visitationen von Kirchen und Klöstern. Von ihm sind zahlreiche Briefe erhalten, die einen guten Einblick in seine Arbeit und von seiner Persönlichkeit geben. Er überprüfte sorgfältig die Verwaltung der Pfarreien. Vernachlässigungen und Misswirtschaft wurden von ihm geahndet, während er Zeugnisse und Dispense mit Sorgfalt ausstellte. Dabei war er immer auf die Interessen seiner Diözese bedacht, doch er galt auch als gerecht und verantwortungsvoll gegenüber den ihm unterstellten Geistlichen. Wenn ein Geistlicher krank oder zu alt wurde, um seinen Aufgaben nachzukommen, achtete Sutton darauf, dass ein geeigneter Vertreter bestellt wurde. Besonders sorgfältig prüfte er die Nachweise der Abtwahlen in den Klöstern seiner Diözese, wobei er auf strenge Einhaltung der geltenden Regeln achtete. Wenn er Zweifel an der Rechtmäßigkeit einer Wahl hatte, verwarf er diese und ernannte selbst einen Kandidaten zum Abt bzw. Prior. Auch gegenüber der Bevölkerung verhielt er sich verantwortungsbewusst. Sein Biograf und Archivar John Schalby arbeitete neunzehn Jahre lang für Sutton und lobte ihn als besonders mildtätigen Mann gegenüber den Armen. Er kümmerte sich persönlich um das Wohlergehen der Leibeigenen auf den bischöflichen Gütern.

## Letzte Jahre und Tod
Obwohl Sutton spätestens seit 1297 gesundheitlich angeschlagen war, delegiert er erst im Frühjahr 1299 Priesterweihen an Vertreter. Noch vierzehn Tage vor seinem Tod hatte er eine Visitation unternommen. Er starb im hohen Alter friedlich auf dem bischöflichen Gut von Nettleham, während die Geistlichen seines Haushalts in seinem Zimmer die Mette sangen. Er wurde am 21. November 1299 zusammen mit seinem Messkelch, seiner Patene und seinem Bischofsstab in der Kathedrale von Lincoln beigesetzt. Die für ihn auf ewig geplanten Seelenämter hatte er selbst sorgfältig geplant und dazu Vorkehrungen zur Finanzierung getroffen. Eine der ersten Handlungen seines Nachfolgers war die Gewährung eines vierzigtägigen Ablasses für alle, die Suttons Grab besuchten und für sein Seelenheil beteten.